# Баротропна рідина
Баротро́пна рідина́ — рідина, густина якої є функцією тільки тиску і не залежить від температури згідно з рівнянням стану.
Апроксимація баротропної рідини використовується в фізиці атмосфери, океанографії або астрофізиці[джерело?].
Рідина, яка не відповідає умовам баротропії, називається бароклінічною рідиною[джерело?].
Густина багатьох рідин, наприклад води, майже постійна і дещо залежить від температури та солоності. Густина газів, включаючи повітря, як правило, не відповідає баротропним умовам, але якщо поверхні тієї ж температури є паралельними до поверхні з таким же тиском, то атмосфера баротропна. У багатьох типах потоків це припущення виконується або передбачається як припущення моделі. Прикладом може служити застосування принципу потенційного баротропного завихнення з наближеним баротропним описом хвиль Россбі в атмосфері..